# Río Cariquima
Río Cariquima är ett periodiskt vattendrag i Chile.   Det ligger i regionen Región de Tarapacá, i den norra delen av landet, 1 600 km norr om huvudstaden Santiago de Chile.
Omgivningen kring Río Cariquima är ofruktbar med liten eller ingen växtlighet och området är nästan obefolkat, med mindre än två invånare per kvadratkilometer.